# There's Nothing in This World That Can't Stop Me from Loving You
There's nothing in this world (that can't stop me from loving you) è il più celebre singolo del cantante statunitense Tom Brock. Di genere jazz e soul, venne scritto da Robert Relf e prodotto dal grande cantante soul Barry White, con cui Brock era grande amico.

## Descrizione
La canzone venne realizzata dalla famosa casa discografica Motown, attiva dagli anni '50 ma che raggiunse il suo massimo successo proprio negli anni '70, quando artisti stelle della musica nera e disco come Diana Ross, Stevie Wonder e Marvin Gaye la portarono a milioni di vendite.
Il singolo è anche famoso per essere stato utilizzato come campionamento in ben 30 canzoni successive, tra cui:
- Girls, Girls, Girls di Jay-Z (2001)
- Ho visto del rapper italiano Inoki (2004)
- The Reason Why di DJ Die (2007)
- All Night della grande Beyoncé (2016)
- Love Me Now di John Legend (2016)